# Salman al-Farsis moské
Salman al-Farsis moské (arabiska: مسجد سلمان الفارسي) är en moské och ett mausoleum i byn Salman Pak söder om Iraks huvudstad Bagdad. Moskén är uppkallad efter den islamiske profeten Muhammeds följeslagare Salman al-Farsi, som sägs vara begravd där. Moskén har historiskt sett varit sunnitiskt kontrollerad, men har under senare tid blivit shiitiskt kontrollerad. Salman al-Farsis helgedom attackerades år 2006 med två raketer.

## Galleri

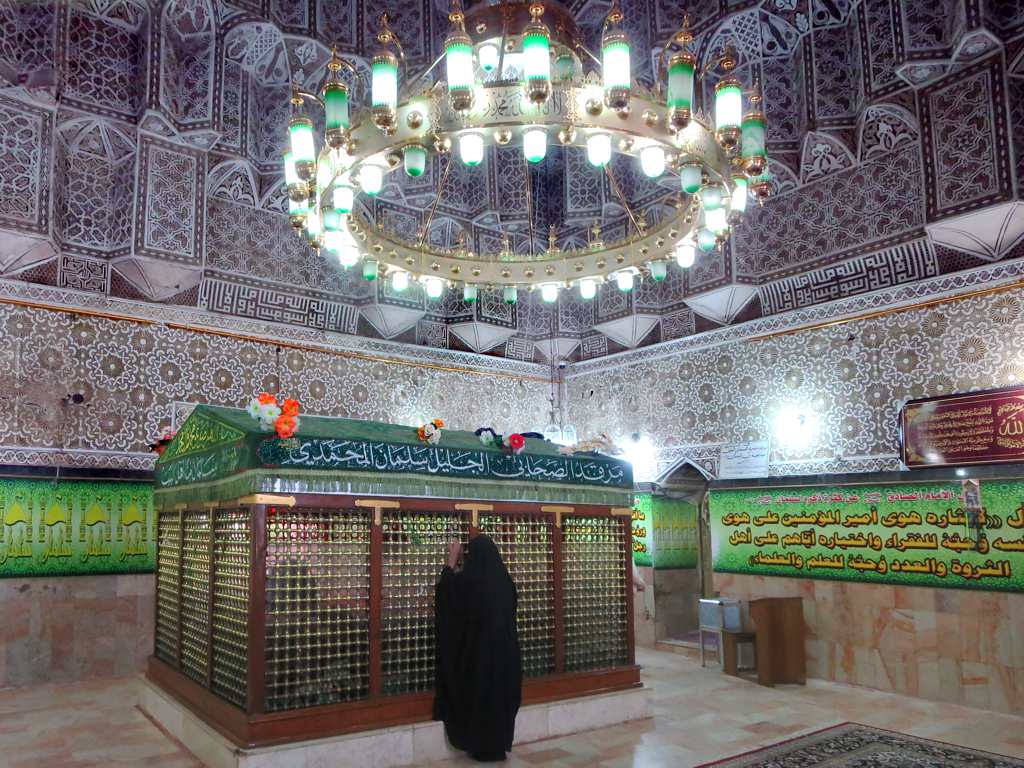
Salman al-Farsis mausoleum i Madain, söder om Bagdad.
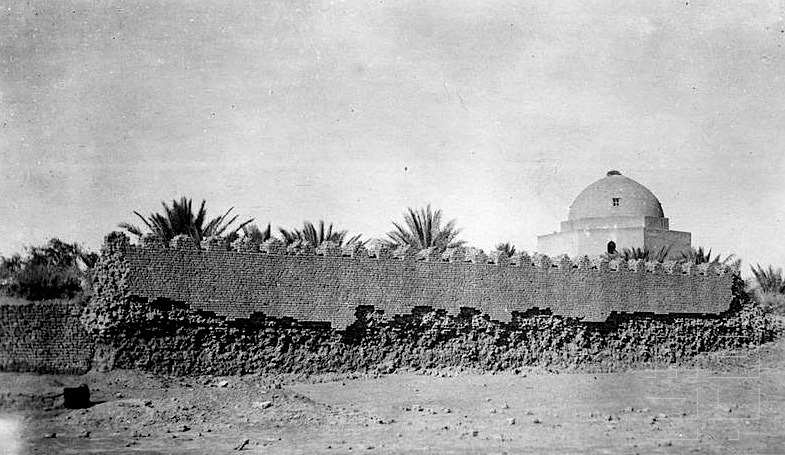
Helgedomen år 1917.